# バズーカ (楽器)

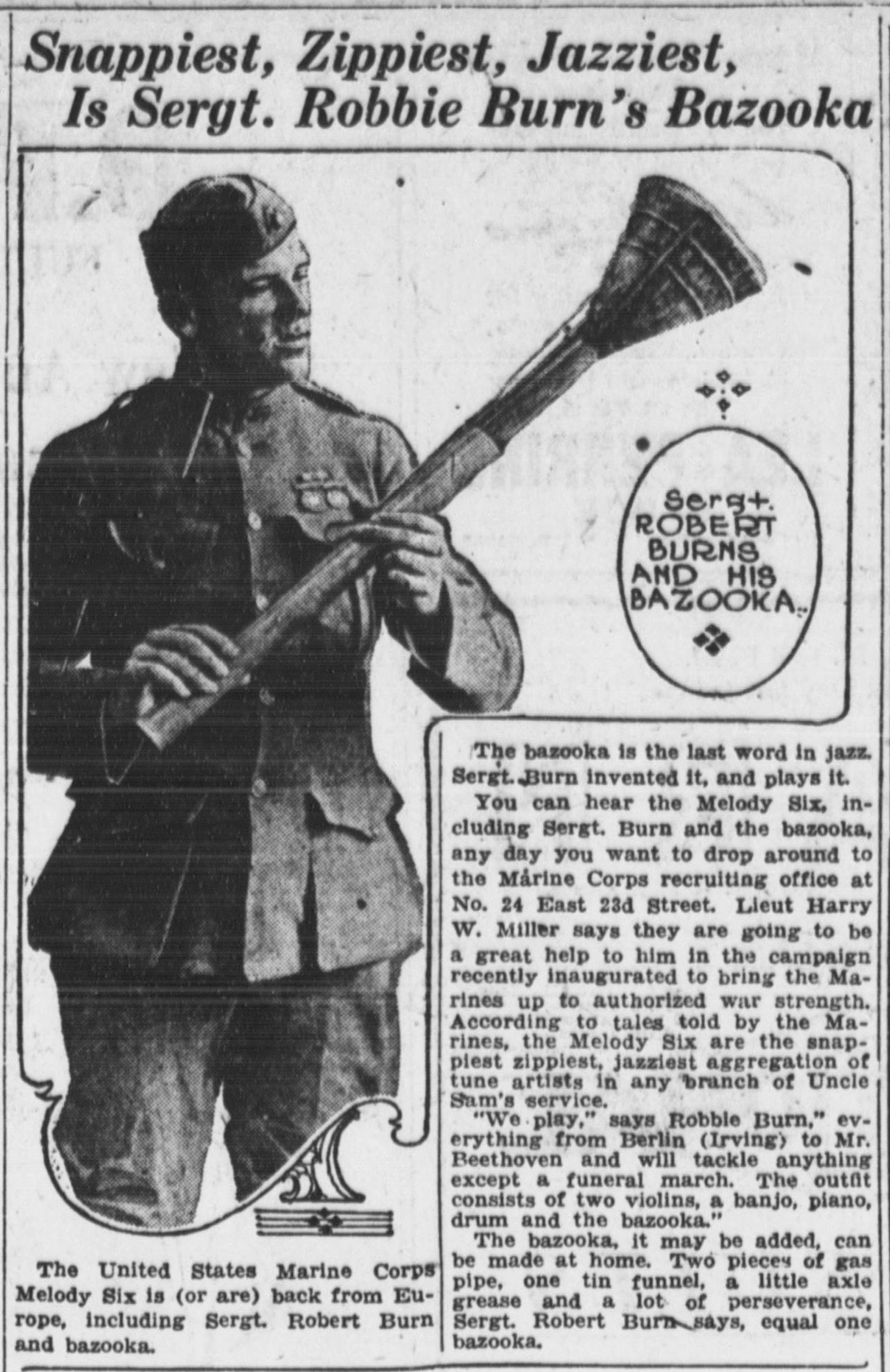
バズーカを持つボブ・バーンズ
『The Evening World(英語版)』1919年9月3日号に掲載された記事
第一次世界大戦当時、バーンズは海兵隊軍曹として、海兵隊ジャズバンドを率いてフランスに赴いている

バズーカ (英: bazooka) はトロンボーンのような伸縮機構を備えた、長さ1mほどの金管楽器である。
第二次世界大戦以降は、“バズーカ”という名前はもっぱらこの楽器から名をとった携行ロケットランチャー、もしくはそれに類する形状の兵器の俗称として用いられている。

## 概要
アメリカで、主にラジオ番組で人気を博したコメディアンのボブ・バーンズ (英語版) が1930年代に使い出したのが初出だと考えられている。バーンズの他、ジャズ奏者のヌーン・ジョンソンやサンフォード・ケンドリックなども演奏した。
「バズーカ」という名前は、英語の俗語で口や自慢話を意味するバズー (bazoo、これはトランペットの原形のひとつであった楽器を指すオランダ語のbazuinに由来する) とされている。
口径の異なる二本の管と漏斗のような形のものがあれば、特別の作成技能がない人々でもこの楽器と同様のものを作ることができる。金管楽器のマウスピースか似た形状のものを装着して唇を当て、息の流れで直接唇を振動させることで、管の長さに応じた波長で空気が振動し、楽器が吹鳴される（マウスピースを付けず、唇を直接楽器に当ててもよいし、マウスピースに似た形状の別のものでもよい）。そのため管を伸縮することで、音の高さを変えることができる。管のもう一方の端の漏斗状の形状により、吹鳴効果が高められる。
しかしバズーカの場合は漏斗部が非常に大きいため、管を伸縮した場合に音の高低に伴って音色（倍音成分の比率）も大きく変化する。これによるエコー（こだま）のような音響がこの楽器の特色である。
バズーカで奏される音は実際には、単純な倍音（波長が管長の音、あるいは周波数がその整数倍の音が基音となる音）ではなく、多くの成分を含んだファルセットともいうべき音である。バズーカの伸縮管以外の部位は、トロンボーンとは異なりほぼメガホンと同じであり、音響の増幅の機能を担っている。